# Luke Perry
Coy Luther Perry III, conosciuto come Luke Perry (Mansfield, 11 ottobre 1966 – Burbank, 4 marzo 2019) è stato un attore e doppiatore statunitense, noto per aver interpretato il ruolo di Dylan McKay nella serie televisiva Beverly Hills 90210 e quello di Fred Andrews in Riverdale.

## Biografia
Luke Perry nacque l'11 ottobre 1966 a Mansfield, Ohio, il secondo di tre figli di Ann Perry, una casalinga, e Coy Luther Perry Jr., un operaio siderurgico. I genitori divorziarono nel 1972, e la madre sposò in seguito Steve Bennett, un operaio edile. Ebbero un altro figlio, mentre il padre biologico morì nel 1980. Perry crebbe a Fredericktown, nell'Ohio, e interpretò Freddie Bird, la mascotte scolastica della Fredericktown High School.

### Gli inizi
Nel 1984, si trasferì a Los Angeles poco dopo il liceo per perseguire la sua passione per la recitazione. Svolse lavori saltuari, anche per un'azienda di pavimentazione in asfalto e in una fabbrica di porte. Nel 1985 apparve nel video musicale di Be Chrool to Your Scuel per la band Twisted Sister, e nel 1988, dopo diversi provini, ottenne il primo ruolo in una serie televisiva. Dopo essersi trasferito a New York, fu scritturato per i primi ruoli in soap opera diurne: uno in Quando si ama (1987-1988) e un altro in Destini (1988-1989).

### Il successo conBeverly Hills, 90210

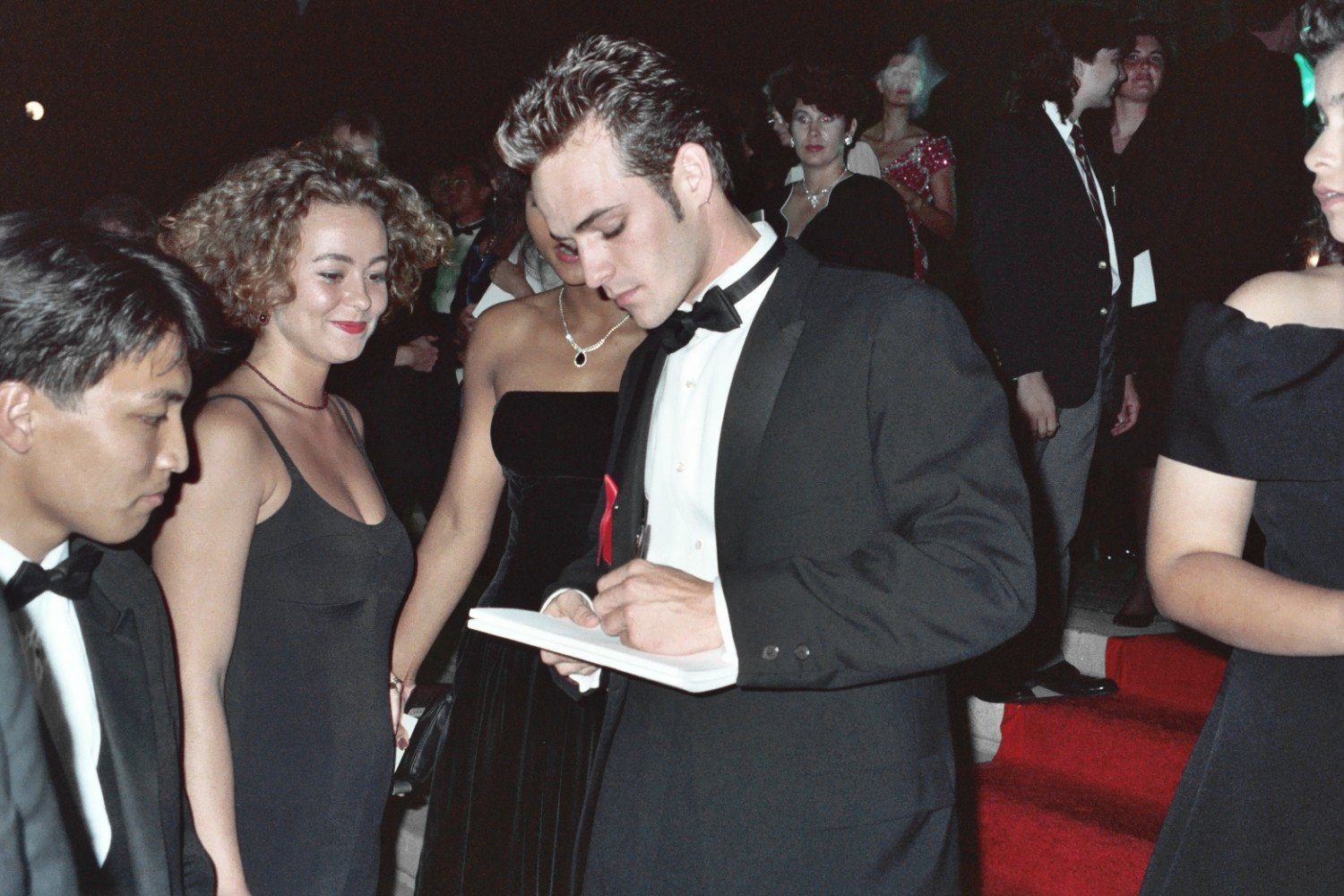
Luke Perry nel 1991

Nel 1990 interpretò il ruolo del milionario, Dylan McKay, nella serie TV per ragazzi di Fox Beverly Hills 90210. Originariamente fece l'audizione per il ruolo di Steve Sanders, ma fu scelto Ian Ziering. Con questo ruolo, Perry divenne un popolare idolo dei teenager; scoppiò una rivolta quando 10.000 ragazze adolescenti parteciparono a una sessione di autografi nell'agosto 1991 al The Fashion Mall at Plantation, facendolo andare via dopo 90 secondi. Mentre interpretava Dylan, vinse il provino per un ruolo secondario nella versione originale del film di Joss Whedon Buffy l'ammazzavampiri (1992). Recitò anche in Terminal Bliss (1992) e  8 Seconds (1994).
Nel tentativo di ottenere ruoli più complessi e maturi, nel 1995 decise di lasciare Beverly Hills, 90210. In quell'anno prese parte al film italiano Vacanze di Natale '95, interpretando sé stesso. Durante questo periodo, recitò nel film Normal Life con Ashley Judd, nel film di fantascienza Invasione letale (1997), e in Riot (1997), un dramma sui disordini di Los Angeles del 1992. Ebbe un piccolo ruolo nel film Il quinto elemento (1997) di Luc Besson. Nel 1998 tornò a recitare in Beverly Hills 90210, dove apparve come special guest star permanente fino all'ultima stagione della serie, andata in onda nel 2000. Nel 1999 recitò nel film Uragano.
Riguardo a Beverly Hills, 90210 e al suo personaggio dichiarò: "Sarò legato a lui fino alla morte, ma in realtà va bene. Ho creato Dylan McKay. È mio", ma non ha ripreso il suo ruolo nello spin-off.. Perry dichiarò che il fatto che il produttore Aaron Spelling non fosse stato coinvolto nel revival fu fondamentale.

### Lavori successivi
Dal 2001 al 2002, recitò nella serie televisiva carceraria della HBO Oz, nel ruolo del reverendo Jeremiah Cloutier. Dal 2002 al 2004 recitò nella serie televisiva post-apocalittica Jeremiah. Apparve nel film televisivo Mistero alle Bermuda (2002). Nel 2006 prese parte alla serie drammatica Windfall, che narra di un gruppo di amici che vincono la lotteria. La serie andò in onda per 13 episodi durante l'estate del 2006 sulla NBC. Nel 2007 interpretò il ruolo di Tommy "Santa" Santorelli nel film I ragazzi vincenti: Direzione a casa, e apparve nel 2008 in Pledge di un pistolero e nella serie della HBO John from Cincinnati (2007). Recitò nel film svedese Äntligen Midsommar (Finally Midsummer), distribuito nell'estate del 2009.
Prestò la sua voce in diverse serie animate, di solito interpretando sé stesso come fratellastro di Krusty il Clown in "Krusty Gets Kancelled", un episodio de I Simpson (1993). Apparve in un episodio di Johnny Bravo. Perry si è parodiato in "La storia di Page One", un episodio de I Griffin, in cui fa causa a Peter Griffin per averlo indicato come omosessuale in un articolo di giornale. Prestò la sua voce in L'incredibile Hulk, Biker Mice da Marte, Mortal Kombat: Defenders of the Realm e The Night of the Headless Horseman.

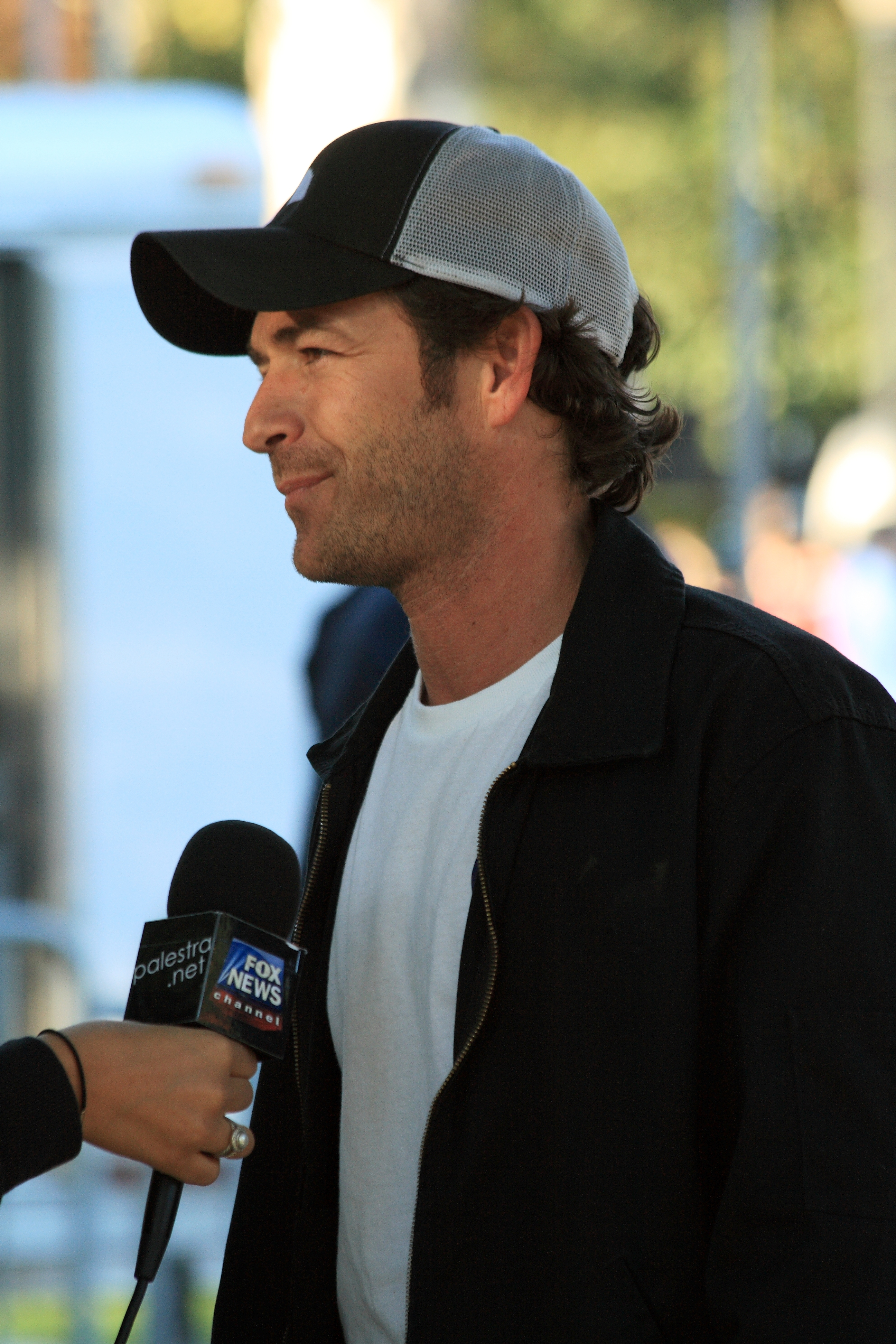
Luke Perry intervistato nel 2008

Recitò come personaggio gay nelle sitcom Spin City (1997) e Will & Grace (2005); nel primo, apparve come l'ex-fidanzato di Carter Heywood che in seguito si innamorò di una donna, e in quest'ultimo interpretò un geeky birdwatcher che cattura l'attenzione di Jack McFarland. Nel 2005, si ricongiunse con l'ex co-protagonista di 90210 Jennie Garth quando recitò in Le cose che amo di te in una parodia della loro relazione con i personaggi della serie.
Nel 2008, interpretò il ruolo dello stupratore Noah Sibert nella decima stagione della serie televisiva Law & Order - Unità vittime speciali e Benjamin Cyrus in un episodio di Criminal Minds. Alla fine del 2009, partecipò al video musicale dei The Killers per il loro quarto singolo di Natale, Happy Birthday Guadalupe!.
Lo stesso anno, partecipò alla produzione audio della Bibbia di Thomas Nelson intitolata The Word of Promise. dove interpretò sia santo Stefano sia Giuda Iscariota. Il progetto comprendeva anche un grande gruppo di altri famosi attori di Hollywood, tra cui Jim Caviezel, Louis Gossett Jr., John Rhys-Davies, Jon Voight, Gary Sinise, Jason Alexander, Christopher McDonald, Marisa Tomei, Stacy Keach e John Schneider.
Nel 2001 apparve a Broadway, in un revival di The Rocky Horror Show, interpretando Brad Majors. Nel 2004, apparve nella produzione londinese di Harry, ti presento Sally... interpretando il protagonista, al fianco di Alyson Hannigan nei panni di Sally. Interpretò un truffatore sensitivo in un episodio della seconda stagione di Leverage - Consulenze illegali nel 2010, e poi è apparso come versione americana di Inspector Spacetime in un episodio di Community nel 2013, intitolato "Biology 101".
Dal 2017 fino alla morte, Perry recitò nel ruolo di Frederick "Fred" Andrews, padre di Archie e proprietario di Andrews Construction, nella serie CW Riverdale. A partire dal "Capitolo Quarantanove: Fire Walk with Me", il primo episodio in onda dopo la sua morte, tutti gli episodi della serie saranno dedicati alla sua memoria. L'ultima apparizione è nel ruolo di Wayne Maunder nel film del 2019 C'era una volta a... Hollywood, diretto da Quentin Tarantino.

### Morte
Perry ha subito un grave ictus ischemico nella sua casa a Sherman Oaks, Los Angeles, il 27 febbraio 2019. Dopo un secondo ictus, la sua famiglia ha seguito le raccomandazioni del team medico per staccarlo dalle macchine che lo tenevano in vita ed è morto il 4 marzo all'età di 52 anni. Al momento della sua morte, era fidanzato con Wendy Madison Bauer, terapeuta ed ex attrice. Il certificato di morte dichiara che è stato sepolto a Vanleer, nel Tennessee, dove aveva una fattoria dal 1995. Tuttavia, è stato successivamente riportato che il suo corpo è stato cremato e le sue ceneri sparse nella fattoria. Il 4 maggio 2019, la figlia Sophie ha dichiarato su un post di Instagram che suo padre non è stato cremato, ma è stato sepolto nella fattoria del Tennessee in un abito da sepoltura Infinity a base di funghi. Dopo la sua morte, il canale Reelz ha annunciato un documentario intitolato Luke Perry: In His Own Words.

## Vita privata
Perry ha sposato Rachel Minnie Sharp il 20 novembre 1993, a Beverly Hills. La coppia ha avuto due figli, Jack (1997), wrestler sotto contratto con l'All Elite Wrestling, e Sophie (2000). I due divorziarono nel 2003. È diventato un sostenitore dei test del cancro del colon dopo aver subito una colonscopia nel 2015 che ha rivelato escrescenze pre-cancerose. A seguito di questo episodio, fece testamento nominando i suoi figli come unici beneficiari.

## Filmografia

### Cinema
- L'ultimo viaggio (Terminal Bliss), regia di Jordan Alan (1990)
- A letto in tre, regia di David Beaird (1991)
- Buffy - L'Ammazza Vampiri (Buffy the Vampire Slayer), regia di Fran Rubel Kuzui (1992)
- 8 secondi di gloria (8 Seconds), regia di John G. Avildsen (1994)
- Vacanze di Natale '95, regia di Neri Parenti (1995)
- Crocevia per l'inferno (Normal Life), regia di John McNaughton (1996)
- Il quinto elemento (Le cinquième élément), regia di Luc Besson (1997)
- Randagi (American Strays), regia di Michael Covert (1997)
- Lifebreath, regia di P.J. Posner (1997)
- Partita col destino (The Florentine), regia di Nick Stagliano (1998)
- Uragano (Storm), regia di Harris Done (1999)
- Impatto letale (The Heist), regia di Kurt Voß (1999)
- Attention Shoppers, regia di Philip Charles MacKenzie (2000)
- Mistero alle Bermuda, regia di Lewis Teague (2001)
- The Enemy, regia di Tom Kinninmont (2001)
- Dirt, regia di Michael Covert e Tracy Fraim (2001)
- Fogbound, regia di Ate de Jong (2002)
- Down the Barrel (Luxury of Love), regia di Diana Valentine (2003)
- Natural Disaster, regia di Terry Cunningham (2005)
- Dishdogz, regia di Mikey Hilb (2006)
- Le avventure dei ragazzi vincenti (The Sandlot 3), regia di William Dear (2007)
- Alice una vita sottosopra (Alice Upside Down), regia di Sandy Tung (2007)
- Äntligen midsommar!, regia di Ian McCrudden (2009)
- Upstairs, regia di Robert-Adrian Pejo (2009)
- Silent Venom, regia di Fred Olen Ray (2009)
- Sam Steele and the Junior Detective Agency, regia di Tom Whitus (2009)
- Good Intentions, regia di Jim Issa (2010)
- The Final Storm, regia di Uwe Boll (2010)
- Redemption Road, regia di Mario Van Peebles (2010)
- Un'estate al ranch (Hanna's Gold), regia di Joel Souza (2010)
- Flat Chested, regia di Kristyn Benedyk (2013) - cortometraggio
- Red Wing, regia di Will Wallace (2013)
- Scoot poliziotto a 4 zampe (K-9 Adventures: A Christmas Tale), regia di Benjamin Gourley (2013)
- A Fine Step, regia di Jonathan Meyers (2014)
- The Beat Beneath My Feet, regia di John Williams (2014)
- Scoot poliziotto a 4 zampe 2 (K-9 Adventures: Legend of the Lost Gold), regia di Stephen Shimek (2014)
- Black Beauty, regia di Daniel Zirilli (2015)
- Dragon Warriors (Dudes and Dragons), regia di Maclain Nelson e Stephen Shimek (2015)
- Race to Redemption, regia di Teddy Smith (2016)
- It's a Gawd!, regia di Gerald Brunskill (2017)
- The Griddle House, regia di Paul Tomborello (2018)
- C'era una volta a... Hollywood (Once Upon a Time in... Hollywood), regia di Quentin Tarantino (2019) - postumo

### Televisione
- Voyagers! - serie TV, episodio 1x07 (1982) - non accreditato
- Quando si ama - soap opera, 1 episodio (1988)
- Destini - soap opera, 10 episodi (1988-1989)
- Beverly Hills 90210 - serie TV, 199 episodi (1990-2000)
- Parker Lewis - serie TV, episodio 2x22 (1992)
- A casa con i Webber - film TV, regia di Brad Marlowe (1993)
- Spin City - serie TV, episodio 1x16 (1997)
- Riot - film TV, registi vari (1997)
- Invasione letale (Invasion) - film TV, regia di Armand Mastroianni (1997)
- Occhi indiscreti - film TV, regia di Marc Bienstock (1998)
- Night Visions - serie TV, episodio 1x04 (2001)
- Mistero alle Bermuda (Triangle) - film TV, regia di Lewis Teague (2001)
- Oz - serie TV, 10 episodi (2001-2002)
- La guerra di Johnson County - film TV, regia di David S. Cass Sr. (2002)
- Jeremiah - serie TV, 35 episodi (2002-2004)
- Will & Grace - serie TV, episodio 7x17 (2005)
- Le cose che amo di te - serie TV, episodi 3x17-3x23-3x24 (2005)
- The Descent - Al centro della terra - film TV, regia di Terry Cunningham (2005)
- Supernova - film TV, regia di John Harrison (2005)
- Windfall - serie TV, 13 episodi (2006)
- John from Cincinnati - serie TV, 10 episodi (2007)
- La promessa di un pistolero - film TV, regia di Armand Mastroianni (2008)
- Law & Order - Unità vittime speciali - serie TV, episodio 10x01 (2008)
- Criminal Minds - serie TV, episodio 4x03 (2008)
- La figlia della sposa - film TV, regia di Leslie Hope (2008)
- L'ultima conquista - film TV, regia di Terry Ingram (2009)
- The Storm - Catastrofe annunciata - miniserie TV, parti 1-2 (2009)
- Leverage - Consulenze illegali - serie TV, episodio 2x13 (2010)
- FCU: Fact Checkers Unit - serie TV, 8 episodi (2010)
- Goodnight for Justice - film TV, regia di Jason Priestley (2011)
- Battle Scars: The Bud Moore Story - film TV, regia di Kenan Harris-Holley, Rory Karpf (2011)
- Goodnight for Justice: Il valore di un uomo - film TV, regia di Kristoffer Tabori (2012)
- Body of Proof - serie TV, 5 episodi (2012-2013)
- Goodnight for Justice: Regina di cuori - film TV, regia di Martin Wood (2013)
- Aiutami Hope - serie TV, episodio 3x18 (2013)
- Community - serie TV, episodio 4x03 (2013) - non accreditato
- Major Crimes - serie TV, episodio 3x08 (2014)
- Hot in Cleveland - serie TV, episodio 5x24 (2014)
- Welcome Home, regia di James Head (2015) - film TV
- Detective McLean - serie TV, 5 episodi (2015)
- Jesse Stone - Delitti irrisolti (Jesse Stone: Lost in Paradise), regia di Robert Harmon (2015) - film TV
- Love in Paradise, regia di Sean McNamara (2016) - film TV
- Riverdale - serie TV, 95 episodi (2017-2019)

### Doppiatore
- I Simpson - serie TV, episodio 4x22 (1993)
- Biker Mice da Marte - serie TV, 6 episodi (1994-1995)
- Mortal Kombat: Defenders of the Realm  - serie TV, 13 episodi (1996)
- L'incredibile Hulk - serie TV, 10 episodi (1996-1997)
- The Night of the Headless Horseman - film TV, regia di Shane Williams (1999)
- Pepper Ann - serie TV, episodi 3x03-5x11-5x13 (1999-2000)
- I Griffin - serie TV, episodio 2x19 (2001)
- Clone High - serie TV, episodio 1x10 (2003)
- Biker Mice from Mars - serie TV, episodio 1x26 (2007)
- Generator Rex - serie TV, episodio 1x05 (2010)
- Pound Puppies - serie TV, episodio 1x12 (2011)

## Doppiatori italiani
Nelle versioni in italiano delle opere in cui ha recitato, Luke Perry è stato doppiato da:
- Francesco Prando in Beverly Hills 90210, Vacanze di Natale '95, Invasione letale, Occhi indiscreti, Supernova, La figlia della sposa, Crocevia per l'inferno, Il quinto elemento, Mistero alle Bermuda, Storm - Uragano, The Enemy - Il nemico è tra noi, Le cose che amo di te, Leverage - Consulenze illegali, Alice - una vita sottosopra, Body of Proof, Aiutami Hope!, Detective McLean, Black Beauty, Scoot un poliziotto a 4 zampe, Scoot poliziotto a 4 zampe 2, Riverdale, C'era una volta a... Hollywood
- Vittorio Guerrieri in Oz, Will & Grace
- Fabio Boccanera in Law & Order - Unità vittime speciali, Night Visions
- Alessio Cigliano in Quando si ama, La guerra di Johnson County
- Loris Loddi in The Storm - Catastrofe annunciata
- Luca Sandri in Buffy l'ammazza vampiri
- Danilo De Girolamo in 8 secondi di gloria
- Pierluigi Astore in Spin City
- Sergio Lucchetti in Jeremiah
- Stefano Benassi in Major Crimes
- Gianni Bersanetti in Riot
- Tony Sansone in Le avventure dei ragazzi vincenti
- Massimo De Ambrosis in Windfall
- Sandro Acerbo in Natural Disaster
- Gianluca Tusco in Criminal Minds
- Walter Rivetti in Goodnight for Justice
- Luigi Rosa in Community
- Ambrogio Colombo in Jesse Stone - Delitti irrisolti
- Alberto Bonavia in The Griddle House

Da doppiatore è sostituito da:
- Francesco Prando ne I Simpson, I Griffin
- Marco Balzarotti in Mortal Kombat
- Simone D'Andrea ne L'incredibile Hulk
- Nino Prester in Johnny Bravo